# Сент-Полс
Сент-Полс (мальт.Selmunett) — дрібний острів у Середземному морі, входить до Мальтійського архіпелагу та є територією держави Мальта. Адміністративно належить до муніципалітету Меліха.

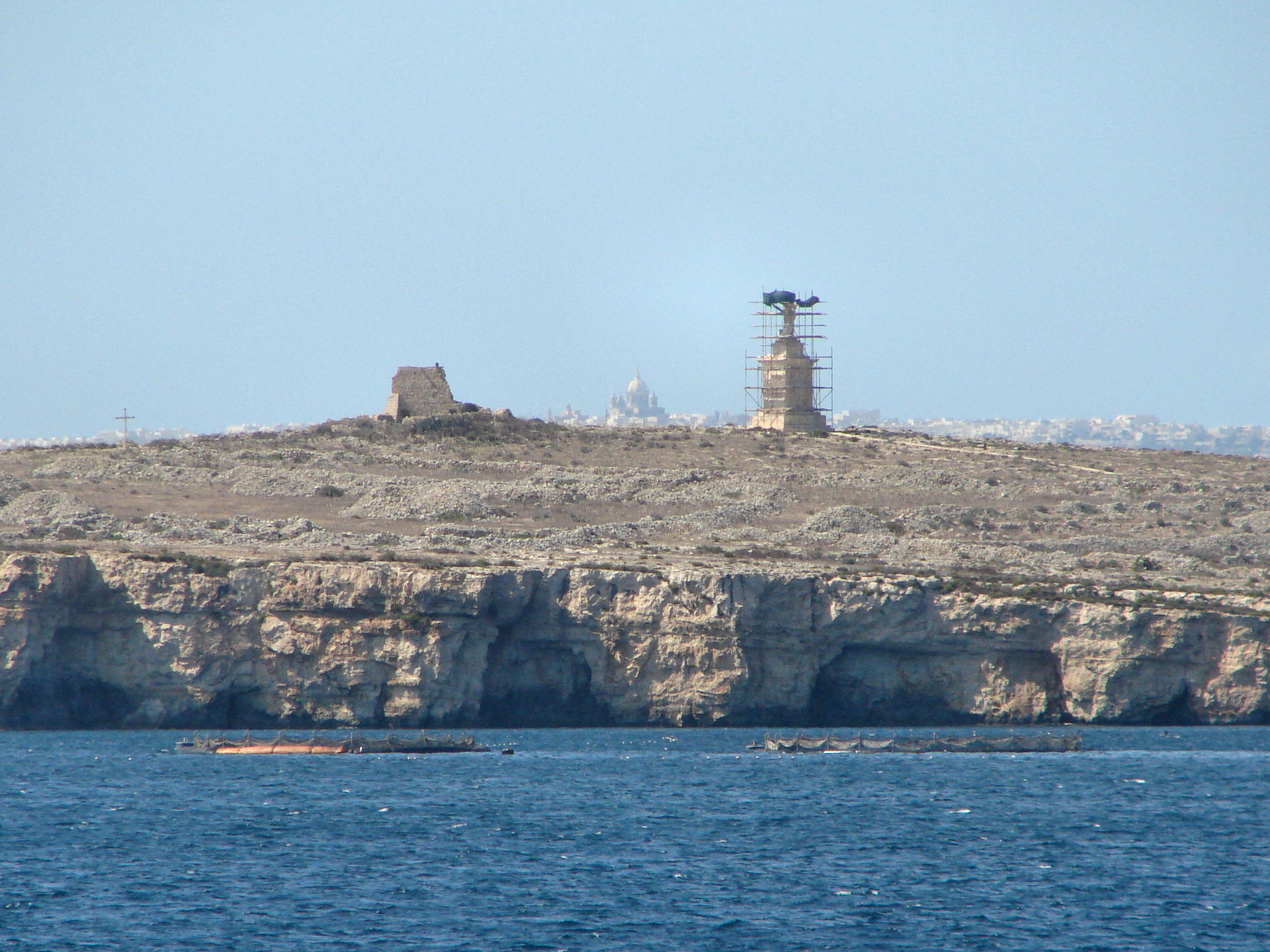
Руїни форту та статуя Св.Павла

Розташований при вході до бухти Сент-Полс на півночі острова Мальта. Острів рівнинний, утворений з двох частин, з'єднаних між собою вузьким перешийком. Раніше на острові жив фермер, який потім пересилився до Мальти.
Згідно з Діянням святих апостолів, у 60 році римський намісник Фелікс відправив апостола Павла до Риму на суд. Павло разом з Лукою та Аристархом відпливли на торговому кораблі до Лікії, де їх пересадили на інший корабель до Італії. Через бурю корабель пристав до острова Меліт, який сучасні дослідники ототожнюють із островом, який пізніше назвали на честь апостола.